# Telmatobius atacamensis
Telmatobius atacamensis es una especie  de anfibios de la familia Leptodactylidae.

## Distribución geográfica
Es una especie endémica de Argentina. Su localidad típica es San Antonio de los Cobres, provincia de Salta, a 3775 msnm. También se ha registrado en otras localidades El Salitre, provincia de Jujuy, a 4000 msnm, y Cerro Cajas, Santa Victoria, (provincia de Salta).
Su localidad típica es San Antonio de los Cobres, provincia de Salta, ubicada a 3775 m s. n. m. También se ha registrado en otras localidades, como El Salitre (provincia de Jujuy, a 4000 msnm) y Cerro Cajas, Santa Victoria (provincia de Salta).

## Estado de conservación
Se encuentra en peligro de extinción por la pérdida de su hábitat natural.